# Àcid norlinolènic
L'àcid norlinolènic, el qual nom sistemàtic és àcid (8Z,11Z,14Z)-heptadeca-8,11,14-trienoic, és un àcid carboxílic de cadena lineal amb desset àtoms de carboni que conté tres dobles enllaços entre els carbonis 8-9, 11-12 i 13-14, tots ells en disposició cis, la qual fórmula molecular és {\displaystyle {\ce {C17H28O2}}}. En bioquímica és considerat un àcid gras rar.

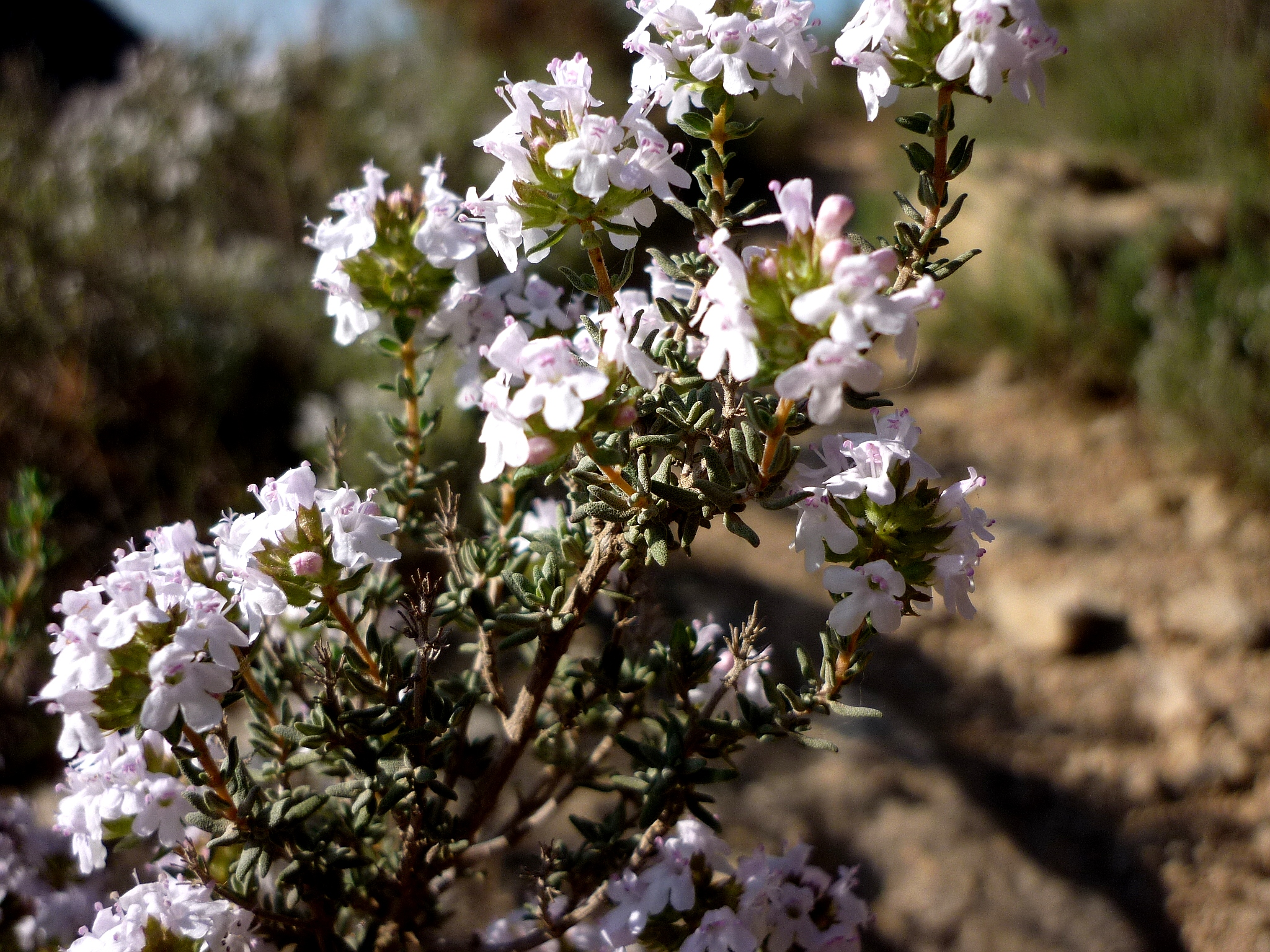
Thymus vulgaris a Torà (Segarra-Catalunya)

Fou aïllat per primera vegada el 1969 de l'oli de les llavors de la farigola, Thymus vulgaris, una planta de la família de les lamiàcies que en conté un 2 %, pels investigadors C.R.J. Smith i I.A. Wolff, indicant que es biosintetitza a partir de l'àcid linolènic per α-oxidació. Posteriorment s'ha aïllat en olis de llavors del nenúfar groc, Nuphar lutea (1,2 %); del nenúfar blanc, Nymphaea alba (0,9 %) i Salvia nilotica (0,4 %).